# Helianthemum canariense
Hélianthème des Canaries
Espèce
Classification phylogénétique
L'hélianthème des Canaries, Helianthemum canariense est une espèce de plantes vivaces de la famille des Cistaceae originaire des Îles Canaries et présente aussi au Maroc.

## Synonymes
- Cistus canariensis Jacq.
- Helianthemum mucronatum Dunal (1824)

## Description
Arbuste pérenne, bas (25 centimètres de haut), très ramifié.
Les fleurs de  2 centimètres de diamètre sont jaune vif.

## Répartition
Helianthemum canariense est originaire des Îles Canaries et du Maroc. Il pousse dans les zones rocheuses.